# Municipio de Blanchard (condado de Putnam)
El municipio de Blanchard (en inglés: Blanchard Township) es un municipio ubicado en el condado de Putnam en el estado estadounidense de Ohio. En el año 2010 tenía una población de 1270 habitantes y una densidad poblacional de 13,53 personas por km².

## Geografía
El municipio de Blanchard se encuentra ubicado en las coordenadas 41°2′26″N 83°56′52″O / 41.04056, -83.94778. Según la Oficina del Censo de los Estados Unidos, el municipio tiene una superficie total de 93.88 km², de la cual 93,58 km² corresponden a tierra firme y (0,33 %) 0,31 km² es agua.

## Demografía
Según el censo de 2010, había 1270 personas residiendo en el municipio de Blanchard. La densidad de población era de 13,53 hab./km². De los 1270 habitantes, el municipio de Blanchard estaba compuesto por el 97,48 % blancos, el 0,16 % eran afroamericanos, el 0,31 % eran asiáticos, el 0,08 % eran isleños del Pacífico, el 0,94 % eran de otras razas y el 1,02 % eran de una mezcla de razas. Del total de la población el 3,07 % eran hispanos o latinos de cualquier raza.